# Shin Matsushita
Shin Matsushita (松下 しん, Matsushita Shin, 30 mars 1904 – 27 août 2019) était une supercentenaire japonaise dont l'âge est validé par le Groupe de recherche en gérontologie (GRG). À sa mort, elle était la doyenne de la préfecture de Miyagi et la deuxième doyenne du Japon, derrière Kane Tanaka.

## Biographie
Shin Matsushita est née dans la préfecture de Miyagi, au Japon, le 30 mars 1904.
À son 110e anniversaire en 2014, Matsushita vivait encore seule avec son chien. Une semaine avant son 111e anniversaire en 2015, elle pratiquait l'exercice des jambes après une fracture du fémur. Elle avait plusieurs petits-enfants, arrière-petits-enfants et arrière-arrière-petits-enfants.
Matsushita a été hospitalisée fin mai 2016 pour une pneumonie et une insuffisance cardiaque, mais a pu récupérer en juin de la même année.
Matsushita vivait à Sendai, dans la préfecture de Miyagi. Elle a fêté son 115e anniversaire en mars 2019, devenant ainsi la 11e personne japonaise à fêter cet anniversaire. En juin 2019, elle a été hospitalisée pour hypooxygène dans le sang, mais a pu sortir de l'hôpital cinq jours plus tard. Elle a ensuite été réadmise à l'hôpital, mais a pu sortir de nouveau en juillet de la même année.
Shin Matsushita est décédée à Sendai, dans la préfecture de Miyagi, au Japon, le 27 août 2019, à l'âge de 115 ans et 150 jours. Elle était la troisième personne validée la plus âgée au monde, derrière Kane Tanaka et Lucile Randon. Elle est la personne la plus âgée de l'histoire de la préfecture de Miyagi.